# اچ‌دی‌ام‌اس نایادن (۱۷۹۶)
اچ‌دی‌ام‌اس نایادن (۱۷۹۶) (به انگلیسی: HDMS Najaden (1796)) یک کشتی بود که طول آن ۱۴۰ فوت ۳ اینچ (۴۲٫۷۵ متر) بود. این کشتی در سال ۱۷۹۶ ساخته شد.